# Rarities (The Beatles)
Rarities è una compilation dei Beatles, pubblicata inizialmente come parte del cofanetto The Beatles Collection e successivamente separatamente; ne esistono due versioni, una inglese e una americana.

## Storia
Venne originariamente incluso nel box set The Beatles Collection. La versione inglese conteneva, come "rarità", alcuni brani non inclusi negli altri LP ovvero la versione Across the Universe pubblicata sull'album di beneficenza No One's Gonna Change Our World del WWF, le due versioni di I Want to Hold Your Hand e She Loves You in tedesco, intitolate rispettivamente Komm, Gib Mir Deine Hand e Sie Libt Dich, i brani dell'EP Long Tall Sally e il brano Bad Boy; quest'ultima era comunque già pubblicata nell'album A Collection of Beatles Oldies (But Goldies!); inoltre, erano presenti anche alcuni lati B di singoli; anche se alcuni di essi sono stati accreditati in mixaggio stereofonico, sono tutti in mono.
Invece la versione americana presentava alcuni remix particolari, versioni leggermente differenti di Helter Skelter e Penny Lane, lati B di singoli, solamente Sie Libt Dich, Love Me Do con Ringo Starr alla Batteria e l'inner groove della fine di Sgt. Pepper's Lonely Hearts Club Band.
Si verificò che molti acquirenti chiedessero solo quest'album e non tutto il cofanetto The Beatles Collection e pertanto alcuni venditori lo aprirono per vendere separatamente l'album. La EMI, quasi un anno dopo la pubblicazione di The Beatles Collection, lo pubblicò singolarmente.

## Tracce

### Versione inglese
I brani contrassegnati con un asterisco sono stati accreditati come monofonici.
Lato A
1. Across the Universe
2. Yes It Is *
3. This Boy *
4. The Inner Light *
5. I'll Get You
6. Thank You Girl *
7. Komm, Gib Mir Deine Hand
8. You Know My Name (Look Up the Number) (versione mono)
9. Sie Liebt Dich

Lato B
1. Rain *
2. She's a Woman
3. Matchbox *
4. I Call Your Name *
5. Bad Boy
6. Slow Down *
7. I'm Down
8. Long Tall Sally

### Versione americana
La copertina della versione americana è una copertina alternativa di Yesterday and Today
Lato A
1. Love Me Do con Ringo Starr alla batteria
2. Misery (disponibile prima solo nell'album Introducing... The Beatles pubblicato dall'etichetta Vee Jay Records)
3. There's a Place (disponibile prima solo nell'album Introducing... The Beatles, pubblicato dall'etichetta Vee Jay Records)
4. Sie Liebt Dich
5. And I Love Her (Stereo, ha un finale di 6 battute. Venne pubblicata inizialmente solo in Germania)
6. Help! (mono, versione con differente traccia vocale e con l'introduzione del tema dei film di James Bond)
7. I'm Only Sleeping (una versione mixata per il mercato francese)
8. I Am the Walrus (stereo, introduzione di 6 battute e suoni aggiuntivi prima del verso Yellow matter custard)

Lato B
1. Penny Lane (l'assolo di tromba è più lungo)
2. Helter Skelter (mono: termina senza la frase di Ringo I've Got Blisters on my Fingers!)
3. Don't Pass Me By (mono: versione velocizzata)
4. The Inner Light (versione mono)
5. Across the Universe (la versione dell'album per il WWF No One's Gonna Change Our World)
6. You Know My Name (Look Up the Number) (versione mono)
7. Sgt. Pepper Inner Groove (ghost track del brano A Day in the Life).

## Formazione
The Beatles
- George Harrison - chitarra solista, voce, armonie vocali, cori, chitarre
- John Lennon - voce, chitarra ritmica, armonie vocali, cori; piano elettrico in I Am the Walrus
- Paul McCartney - voce, basso, pianoforte, armonie vocali, cori
- Ringo Starr - batteria, percussioni; voce in Don't Pass Me By

Crediti
- George Martin - produttore